# Železniční trať Sargans–Ziegelbrücke
Železniční trať Sargans–Ziegelbrücke (známá jako Walenseelinie, tedy Trať podél jezera Walensee) je hlavní železniční trať ve Švýcarsku. Trať vede ze Sargans v kantonu St. Gallen podél levého břehu jezera Walensee, kterému vděčí za své pojmenování, do stanice Ziegelbrücke, jež je železničním uzlem pro kanton Glarus. Je součástí spojení z Curychu do Churu a Rakouska. Provozovatelem trati jsou Švýcarské spolkové dráhy (SBB).

## Průběh trati

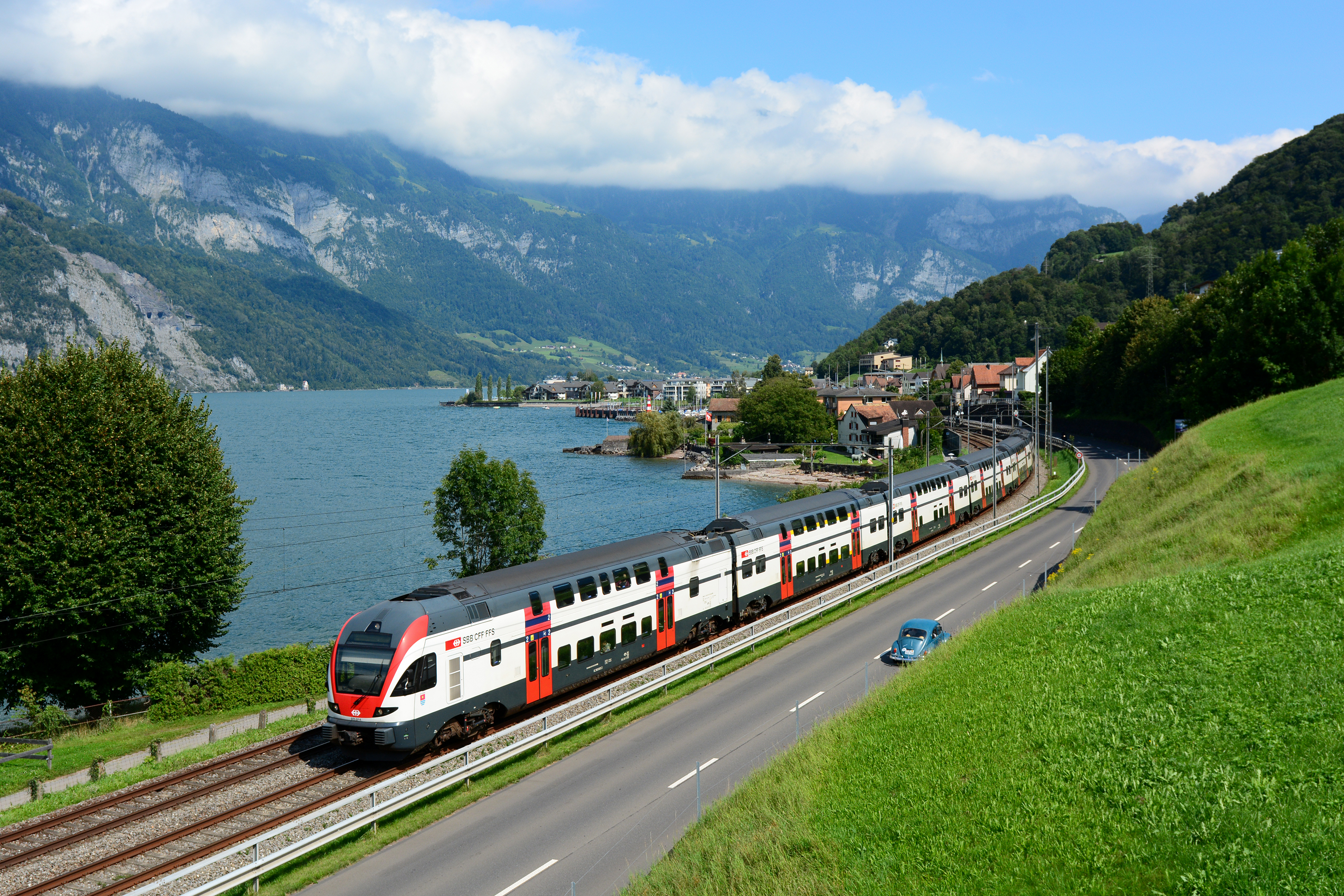
Osobní vlak při jízdě podél jezera Walensee u obce Quarten

Ze stanice Ziegelbrücke na ni navazuje trať do Curychu. Je důležitým železničním spojením na jihu a východě kantonu St. Gallen a jako taková kopíruje levý břeh jezera Walensee a údolí Seeztal. Kromě krátkého jednokolejného úseku mezi Mühlehornem a Murgem je dvoukolejná. V Sargans se napojuje na trať v údolí Rýna. Od 80. let 20. století je zde zřízena další spojka kolej pro vlaky EuroCity a nákladní vlaky jedoucí přímo mezi Curychem a Rakouskem, takže již nemusí ve stanici Sargans vykonávat úvrať.
V současném vedení trať opouští stanici Ziegelbrücke směrem na východ tunelem Biberlichopftunnel, aby vzápětí překlenula kanál Linthu a dosáhla jižního okraje jezera Walensee na širokém dně údolí souběžném s dálnicí A3.
Po překonání Escherova kanálu bezprostředně severně od dálnice bylo původně zapotřebí četných inženýrských staveb, aby se po strmých svazích Kerenzerbergu dostalo do Mühlehornu k jezeru Walensee. Dnes je stará trasa pohlcena silnicí Walenseestrasse a železniční trať prochází za obtížným pobřežním úsekem v tunelu Kerenzerberg. Z Mühlehornu se dráha vrací na původní otevřenou trasu podél břehu jezera do Walenstadtu. Na dně údolí Seeztak nyní trasa většinou kopíruje dálnici v přímém směru na jihovýchod do Sargans. Zde se nachází spojení mezi údolím Seeztal a údolím Alpského Rýna.

## Historie

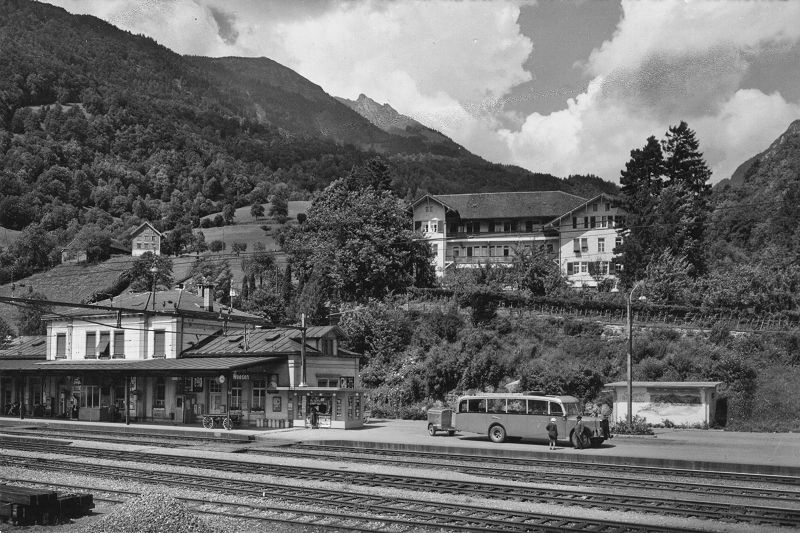
Železniční stanice Weesen (1958)

Železniční trať Ziegelbrücke–Sargans s pokračováním do Churu vznikla z úseků různých železničních tratí společnosti Vereinigte Schweizerbahnen (VSB), které byly uvedeny do provozu nezávisle na sobě. Jako první byla 1. července 1858 otevřena trať mezi Churem a Sargansem jako součást trati Chur–Rheineck. Dne 15. února 1859 byl zahájen provoz na trati Sargans–Murg a mezi Ziegelbrücke a Weesenem jako součást trati Rüti – Weesen – Glarus. Trať Murg–Weesen následovala 1. července téhož roku.
Až do roku 1875 jezdily všechny rychlíky z/do Churu přes Uster a Rapperswil, protože trať Švýcarské severovýchodní dráhy (Schweizerische Nordostbahn, zkratka NOB) Thalwil–Pfäffikon ještě nebyla dokončena. Po zestátnění NOB v roce 1902 se trať stala součástí nově založených Švýcarských spolkových drah (SBB).
Osobní doprava na úseku Weesen–Näfels bývalé trati VSB Rüti – Weesen – Glarus byla ukončena již v roce 1918, protože spojení s oblastí Glarusu přes bývalou trať NOB bylo vhodnější. Nepoužívaný úsek byl v roce 1931 zrušen.

## Provoz na trati

### Osobní doprava

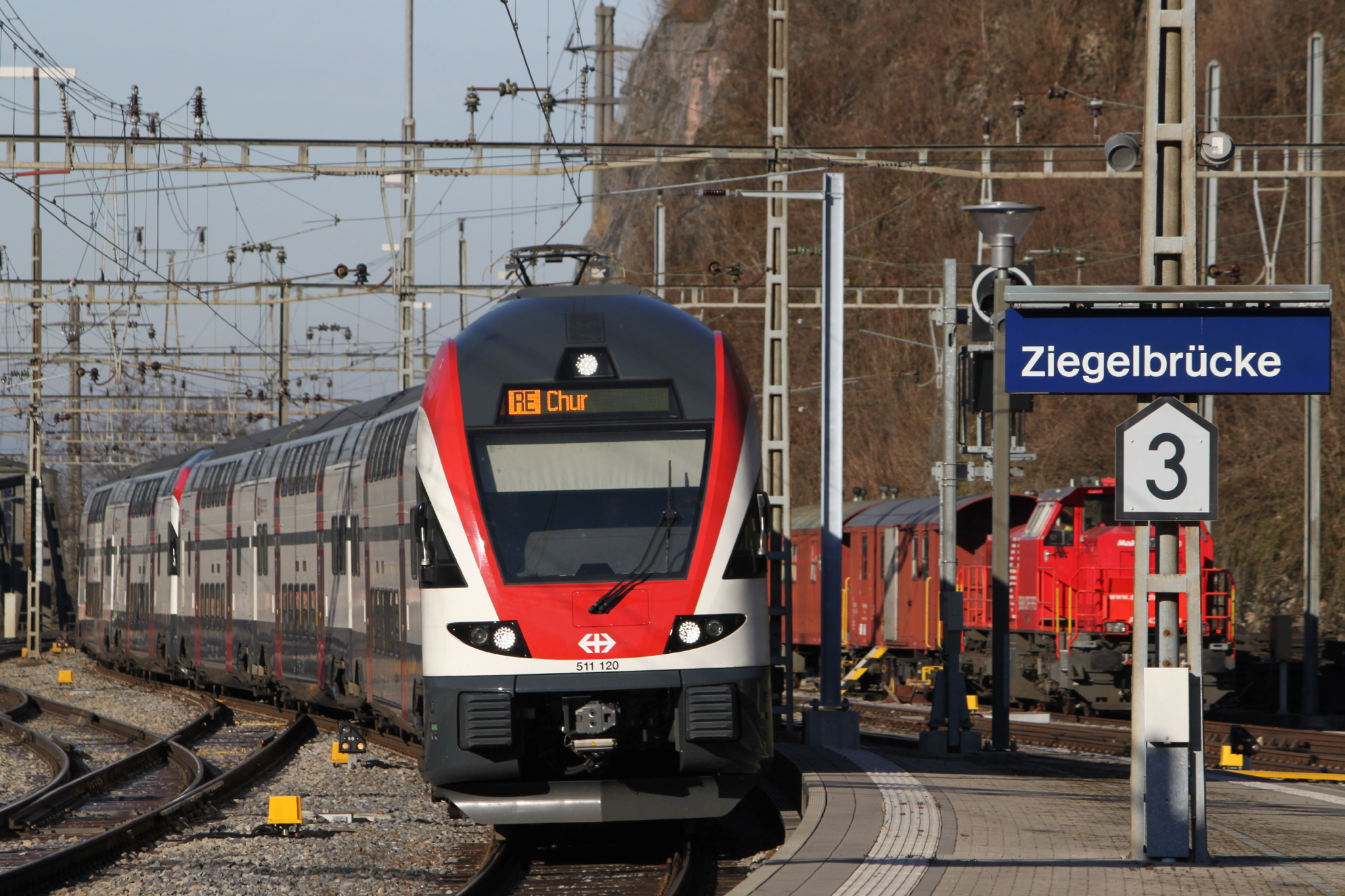
RegioExpress z Curychu v Ziegelbrücke

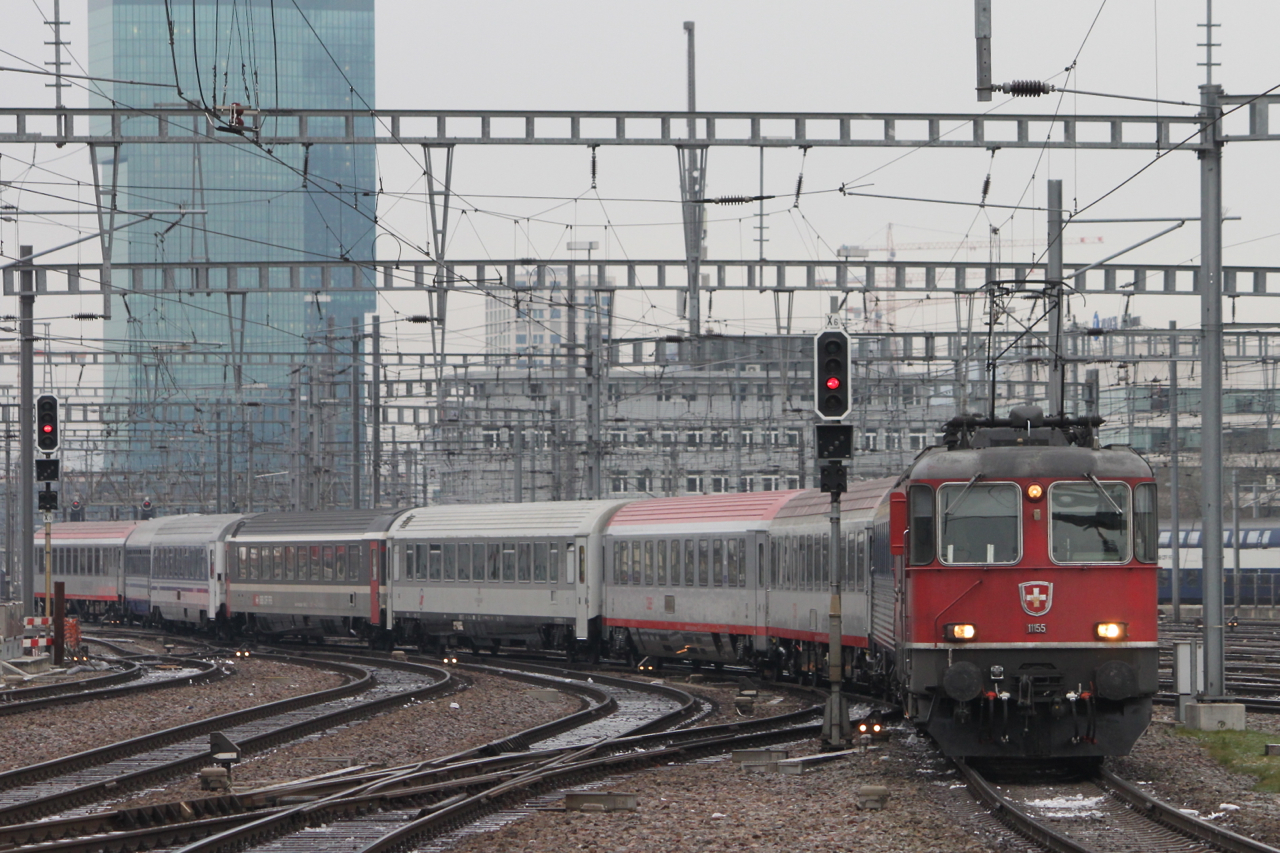
Noční vlak z Rakouska, projíždějící také okolo Walensee, na příjezdu do Curychu

Mezi Curychem a Churem jezdí každou hodinu jeden nebo dva vlaky InterCity a jeden RegioExpress. Zatímco vlaky InterCity jsou tvořeny převážně jednotkami IC2000 push-pull s lokomotivou řady Re 460, jezdily také kyvadlové vlaky a vlaky tažené lokomotivou, které se skládaly ze standardních vozů a (v některých případech bývalých) vozů EuroCity s lokomotivou řady Re 420 nebo Re 460. Od roku 2012 byl provoz IC postupně rozšiřován, takže do roku 2020 byl zajištěn téměř nepřetržitý půlhodinový interval. Vlaky InterRegio (Basel SBB – Curych – Chur) byly koncem roku 2013 převedeny na patrové vlaky od společnosti Stadler Rail (řada RABe 511) a od té doby jezdí pod názvem RegioExpress a do Basileje již nenavazují přes Curych, ale zastavují také v Siebnen-Wangen a Walenstadtu. Po trati projíždí také mezinárodní vlaky EuroCity a EuroNight, spojující Curych s Innsbruckem, Salcburkem, Vídní, Štýrským Hradcem a případně také Prahou, Budapeští a Záhřebem. Ty zastavují pouze v Curychu a Sargans.

### Nákladní doprava
Objem nákladní dopravy je zde vysoký, protože se jedná o tranzitní trasu do Vorarlberska a zbytku Rakouska. Vlaky z Francie a Švýcarska (seřaďovací nádraží Limmattal) do seřaďovacího nádraží Hall in Tirol využívají trasu přes hraniční přechod Buchs. Přechod v St. Margrethen využívají pouze vlaky do a ze seřaďovacího nádraží Wolfurt. Naproti tomu seřaďovací nádraží Buchs slouží celému švýcarskému údolí Rýna.